# Мінаков Михайло Анатолійович
Миха́йло Анато́лійович Мінако́в (нар. 6 жовтня 1971, Ленінськ, Волгоградська область) — філософ, дослідник історії модерності та пострадянських ідеологій, доктор філософських наук, керівник української дослідницької програми в Інституті Дж. Кеннана (з 2018 р.), професор катедри філософії та релігієзнавства Києво-Могилянської академії у 2008—2018, голова Кантівського товариства в Україні (2013-18), головний редактор журналу «Ідеологія і політика». Виріс у селі Відрадне на Запоріжжі. Мешкає у Києві та Мілані.

## Освіта і наукові ступені
- фельдшер (1990),
- неповна вища освіта з історії (Запорізький державний університет, 1993),
- бакалавр філософії (Національний університет Києво-Могилянська академія, 1996),
- магістр філософії (Національний університет Києво-Могилянська академія, 1998),
- кандидат філософських наук (Інститут філософії імені Григорія Сковороди НАН України, 2000),
- доктор філософських наук (Інститут філософії імені Григорія Сковороди НАН України, 2007).

Також має додаткову освіту з політичного аналізу та проектного управління.
Стажування: Університет Європейський університет Віадрина (2017—2018), Krupp Wisseschaftskolleg Greifswald (2013-14), Міжнародний дослідницький центр ім. В.Вілсона (2012-13), Гарвардський університет (2013; 2010), Аспенський інститут (2008; 2007), Кембриджський університет (2001), Інститут відкритого суспільства/Центрально-Європейський університет (2000—2001), Дрезденський університет (1993—1994).

## Трудова діяльність
Почав працювати в 1988 («швидка допомога», пологовий будинок, сільський ФАП).
З 1998 по 2018 викладав у Києво-Могилянській академії, паралельно працює в міжнародних освітніх та розвиткових програмах. З 2016 викладає в Європейському університеті Віадріна (Німеччина).
З 2017 працює в Інституті Дж. Кеннана при Міжнародному науковому центрі ім. В. Вілсона.
Автор п'яти книг та понад ста статей з політичного і культурного аналізу, філософії та історії.
Теоретичні роботи та емпіричні дослідження Мінакова сфокусовані на проблемах ідеології, політичної уяви, плюралістичної онтології та аісторичності людини.

## Громадська діяльність
- Посол Доброї волі ПРООН в Україні (2017—2018)
- Старший дослідник та головний редактор Kennan Focus Ukraine (з 2017)
- Член Академічної Ради Центру досліджень Східної Європи та міжнародних відносин у Берліні (з 2017)
- Член російського «Вольного исторического общества»[6] (з 2014).
- Голова Кантівського товариства в Україні (з 2013)[7]
- Член Правління, Інститут Критики, член редколегії, Часопис «Критика» (з 2010)
- Член Редакційної колегії, «Український гуманітарний огляд» (з 2004)
- Член, потім голова Програмної ради Проекту перекладів МФВ (2005—2008)
- Голова, потім член Ради Асоціації випускників УШПС (2006—2011)
- Член Оргкомітету Східної групи грантодавців, European Foundation Center (2008)
- Член Правління Українського форуму благодійників (2007—2008)
- Член Правління, Східноєвропейська мережа лідерів (проект Ради Європи в Україні, Молдові, Грузії, Вірменії та Азербайджані) (2008—2010)

## Різне
Вдруге одружений, має доньку.
Захоплення: фотографія, нумізматика, спорт.